# Pinicola
Pinicola es un género de aves paseriformes de la familia de los fringílidos, que incluye una especie. Se distribuyen por el hemisferio norte templado.

## Especies
- Pinicola enucleator (Linnaeus, 1758) Camachuelo picogrueso.

Anteriormente se clasificaba al camachuelo cejirrojo en este género pero en la actualidad se clasifica en Carpodacus